# El cafè de nit
|  | No s'ha de confondre amb Cafè de nit a Arle. |

El cafè de nit és una pintura realitzada a Arle, el setembre de 1888, pel pintor holandès Vincent van Gogh. El seu títol és escrit a baix a la dreta, sota la firma. Avui, aquest quadre forma part de les col·leccions de la Yale University Art Gallery.

## Gènesi
L'agost de 1888, Vincent imaginà aquest quadre. N'evoca la idea en una carta datada el 6 d'agost, adreçada al seu germà Théo:
... Avui probablement intentaré l'interior del cafè on tinc una cambra, al vespre, sota els llums de gas. Aquí, en diuen allò d'un «cafè de nit» (són més aviat nombrosos), i és obert tota la nit. Els «rodamons nocturns» hi poden trobar refugi, si no tenen diners per a un allotjament o si van massa ebris 
A començaments de setembre Vincent treballa tres nits consecutives en la realització d'aquest quadre, dormint de dies. El dia 8 el quadre és acabat.
Immediatament després l'exposa a la seva cambra de la Casa Groga.

## El quadre

### Descripció
El quadre representa el cafè de l'Estació, a la plaça Lamartine, d'Arle (barri de la Cavalleria), gestionat per Joseph Michel i la seva esposa Marie Ginoux, que el novembre de 1888 posen per a Van Gogh i Gauguin. L'escena, com indica el títol del quadre, passa a la nit, precisament a un quart d'una, segons el rellotge del fons de la sala. En aquesta gran peça de sostre alt característica dels cafès provençals del segle xix, il·luminats per làmpades de gas, s'hi representa al centre un billar francès i, tot volt, en estructura circular, les taules i les cadires. Sota la mirada del cambrer, ben entrada la nit, una parella, i uns pocs clients mig adormits en la seva solitud.
Aquesta obra il·lustra les investigacions cromàtiques del pintor en l'ús de colors complementaris, en aquest cas el vermell i el verd. Van Gogh comenta ell mateix aquesta obra:
... Acabo de terminar una tela representant un interior de cafè a la nit, il·luminat per làmpades. Uns pobres rodamons de nit dormen en una cantonada. La sala és pintada de vermell, i allà dins, sota el gas, el billar verd projecta una immensa ombra a terra. En aquesta tela hi ha 6 o 7 vermells diferents, des del vermell sang fins al rosa tendre, fent oposició a tant de verd, pàl·lid o fosc.

### Influències

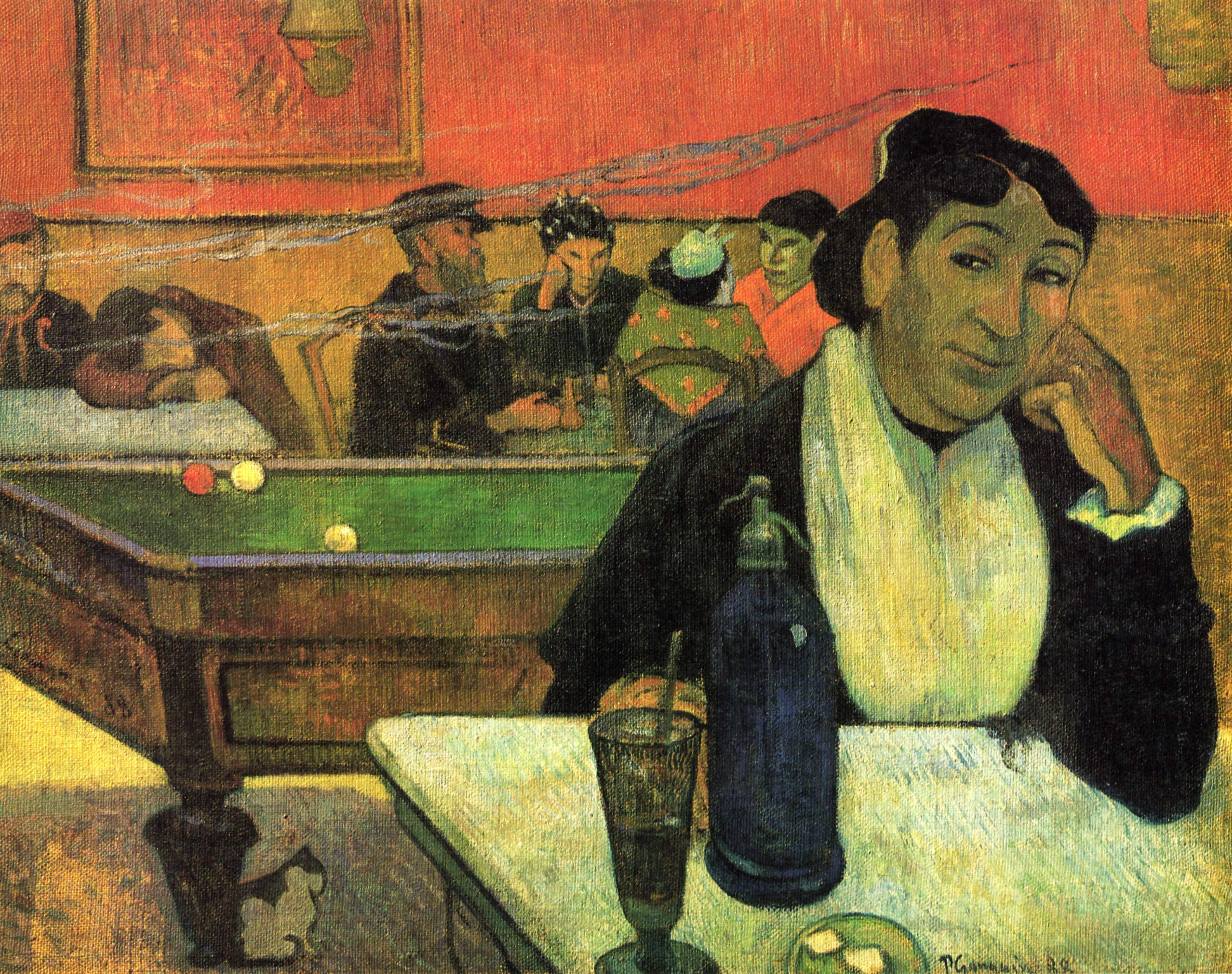
Paul Gauguin - Cafè de nit (Arle - 1888)

Amb aquest quadre i d'altres com La vinya vermella, van Gogh obre la via del fauvisme.
Paul Gauguin, que retroba van Gogh a Arle, pintarà igualment aquest cafè una mica més tard, el novembre de 1888.

### Història del quadre
La pintura, que abans era a la col·lecció d'Ivan Morozov, a Moscou, va sortir clandestinament fora de la Unió soviètica als anys 1930, i actualment està exposada a la galeria d'art de la Universitat Yale.